# メタリルクロライド

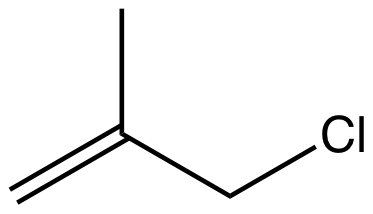
構造式

メタリルクロライド（Methallyl chloride、塩化メタリル）は塩素系不飽和炭化水素。IUPAC命名法では 3-クロロ-2-メチル-1-プロペン (3-Chloro-2-methyl-1-propene) と表される。